# Pierluigi Collina
Pierluigi Collina (Bolonya, 13 de febrer de 1960) és un exàrbitre de futbol italià. Encara segueix relacionat amb el món del futbol com a assessor de l'Associació d'Àrbitres de Futbol Italians (AIA), a més de ser membre del Comitè d'Àrbitres de la UEFA. Ha estat designat per la Federació Internacional d'Història i Estadística del Futbol (IFFHS) com el millor àrbitre de tots els temps.

## Adolescència i joventut
Nascut a Bolonya, va assistir a la universitat local i es va graduar en economia el 1984. Durant la seva adolescència va jugar com a defensa en un equip de futbol de la seva ciutat. No obstant això, el 1977 van convèncer perquè fes un curs d'arbitratge, en descobrir que tenia bones aptituds per a aquesta tasca. En menys de tres anys estava arbitrant partits regionals, mentre realitzava també el servei militar. El 1988 va començar a arbitrar partits de la tercera divisió italiana, i tres temporades després va ser ascendit de categoria, podent arbitrar ja partits de la Serie B i la Sèrie A.

## Mundial de 2002

### Argentina0-1Anglaterra
Va ser l'únic partit de primera ronda que va dirigir Collina, pertanyent al grup F. Tot i la tradicional rivalitat entre les dues seleccions, que feia del partit un examen de rigor, l'italià va fer un bon paper, marcant correctament un penal sobre Michael Owen en el minut 43' que serví perquè David Beckham posés el marcador 1-0 per als anglesos

### Japó0-1Turquia
En vuitens de final, Collina tenia un gran pes sobre les seves espatlles, ateses les sospites sobre arbitratges favorables als equips organitzadors del torneig (Japó i Corea del Sud). Novament va estar a l'altura, i Turquia va guanyar el partit gràcies a un gol aconseguit per Ümit Davalos en el minut 12.

### Brasil2-0Alemanya; La final
Després de realitzar bones actuacions en els seus dos primers partits, Collina va ser designat per arbitrar la final. En aquest matx l'italià va ser elogiat novament per la seva tasca després de mostrar només dues targetes grogues, una al brasiler Roque Júnior i una altra a l'alemany Miroslav Klose. El partit el va guanyar 2 per 0 la selecció brasilera.